# Gerardo Ulloa
José Gerardo Ulloa Arévalo (Guadalajara, Jalisco, 19 de octubre de 1996) es un ciclista mexicano que se especializa en montaña y en ruta. 
Desde el 2022 corre para el equipo profesional Massi,  en el Campeonato del Mundo de Ciclismo de Montaña. 

## Palmarés
Ciclismo de Montaña
2013 (como juvenil)
- Primer Lugar, Campeonato Nacional de ciclismo de montaña, México
- Primer Lugar, Campeonato Panamericano de Ciclismo de montaña

2014
- Primer Lugar, Campeonato Panamericano de Ciclismo de montaña

2016
- Segundo Lugar , Campeonato Panamericano de Ciclismo de montaña Sub-23

2017
- Campeonato Panamericano de Ciclismo Sub-23
  - Primer Lugar, modalidad Cross Country, Sub-23 
  - Primer Lugar, modalidad Cross Country por relevos
- Primer Lugar, Campeonato Nacional de ciclismo de montaña Sub-23

2018
- Campeonato Panamericano de Ciclismo Sub-23
  - Primer Lugar, modalidad Cross Country, Sub-23 
  - Tercer Lugar, modalidad Cross Country por relevos
- Primer Lugar, Juegos Centroamericanos y del Caribe, modalidad Cross Country
- UCI Copa del Mundo de Ciclismo Cross Country, Sub-23
  - Tercer Lugar en Mont-Sainte-Anne

2019
- Primer Lugar, Juegos Panamericanos modalidad Cross Country
- Segundo Lugar, Campeonato Panamericano de Ciclismo, modalidad Cross Country
- Primer Lugar, Campeonato Nacional de ciclismo de montaña, México

2020
- Primer Lugar, Campeonato Nacional de ciclismo de montaña, México
- UCI Copa del Mundo de Ciclismo Cross Country, Circuito Corto
  - Primer Lugar, Nové Město

2021
- Campeonato Nacional de ciclismo de montaña, México 
  - Primer Lugar, modalidad Cross Country 
  - Primer Lugar, modalidad Circuito Corto

2022
- Campeonato Panamericano de Ciclismo
  - Primer Lugar, modalidad Circuito Corto 
  - Primer Lugar, modalidad Relevos por equipo 
  - Segundo Lugar, modalidad Cross Country
- UCI Copa del Mundo de Ciclismo Cross Country, Circuito Corto
  - Segundo Lugar, Mont-Sainte-Anne

2023
- Campeonato Panamericano de Ciclismo
  - Primer Lugar, modalidad Circuito Corto 
  - Primer Lugar, modalidad Cross Country
- Copa Francesa de Ciclismo Cross Country
  - Tercer Lugar, Lons-Le-Saunier

2025
- Campeonato Panamericano de Ciclismo
  - Primer Lugar, modalidad Cross Country
- Copa Francesa de Ciclismo Cross Country
  - Primer Lugar, Lons-Le-Saunier